# Agnes Kraus
Irmgard Friederike Agnes Krause (* 16. Februar 1911 in Friedenau; † 2. Mai 1995 in Berlin-Lichtenberg) war eine deutsche Schauspielerin. Ihr enormer Erfolg brachte ihr den Titel „Volksschauspielerin“ ein.

## Wirken
Agnes Kraus erhielt ihre künstlerische Ausbildung in den späten 1920er-Jahren bei Leopold Jessner am Preußischen Staatstheater Berlin, der sie irrtümlicherweise als künftige Tragödin sah. In Annaberg-Buchholz, ihrem ersten Engagement, bekam sie eine tragische Rolle: sie spielte die Hauptrolle in Schillers Maria Stuart und die Helena aus Shakespeares Sommernachtstraum. Ab 1936 war sie in kleinen Rollen an der Berliner Volksbühne unter Eugen Klöpfer zu sehen. Im Zweiten Weltkrieg arbeitete sie bei den Münchner Kammerspielen, ehe sie die Bühne verließ und zum mainfränkischen Puppentheater wechselte. Dem Puppenspiel widmete sich Agnes Kraus fortan einige Jahre. Nach dem Krieg betrieb sie gemeinsam mit ihrer Schwester ein eigenes Puppentheater und trat mit selbstgebastelten Puppen zu Veranstaltungen und in Schulen auf. Parallel dazu setzte sie ihre schauspielerische Laufbahn am Brandenburger Theater in Brandenburg (Havel) fort. Später war sie am Theater in Potsdam engagiert, wo sie als Darstellerin in Klassikern nur wenig Erfolg hatte. Hier fiel sie Bertolt Brecht auf, der sie 1951 zum Berliner Ensemble holte. Über 20 Jahre gehörte sie dem Ensemble an. Bei einer Aufführung in Paris spielte sie die Hauptrolle. Brecht selbst vergab an sie oft Arbeiterrollen. Agnes Kraus’ Lieblingsrolle war die der Witwe Queck aus Brechts fragmentarischem Stück Der Brotladen, in dem eine Geschichte aus dem Berliner Arbeiterleben der 1920er-Jahre erzählt wird.

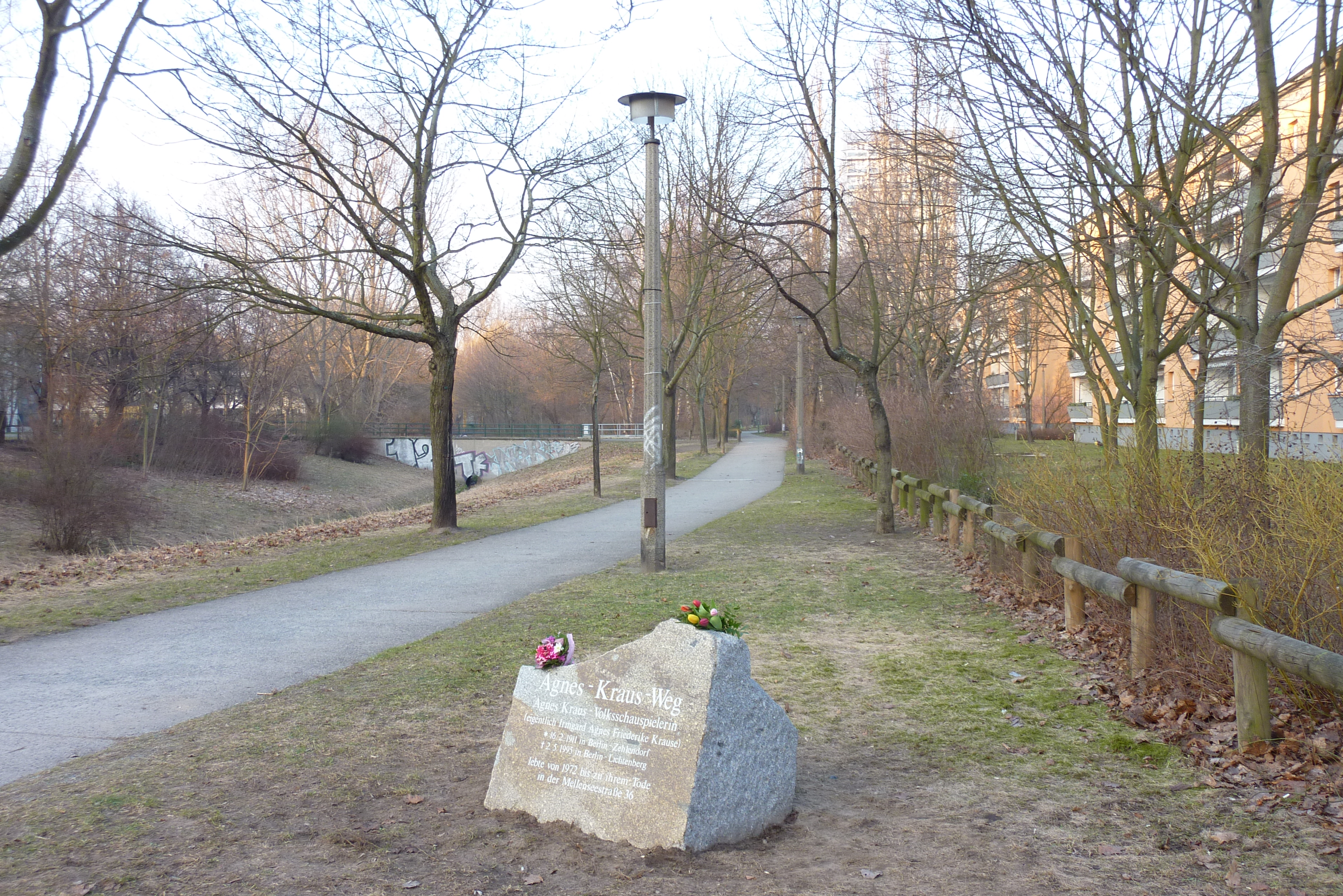
Agnes-Kraus-Weg
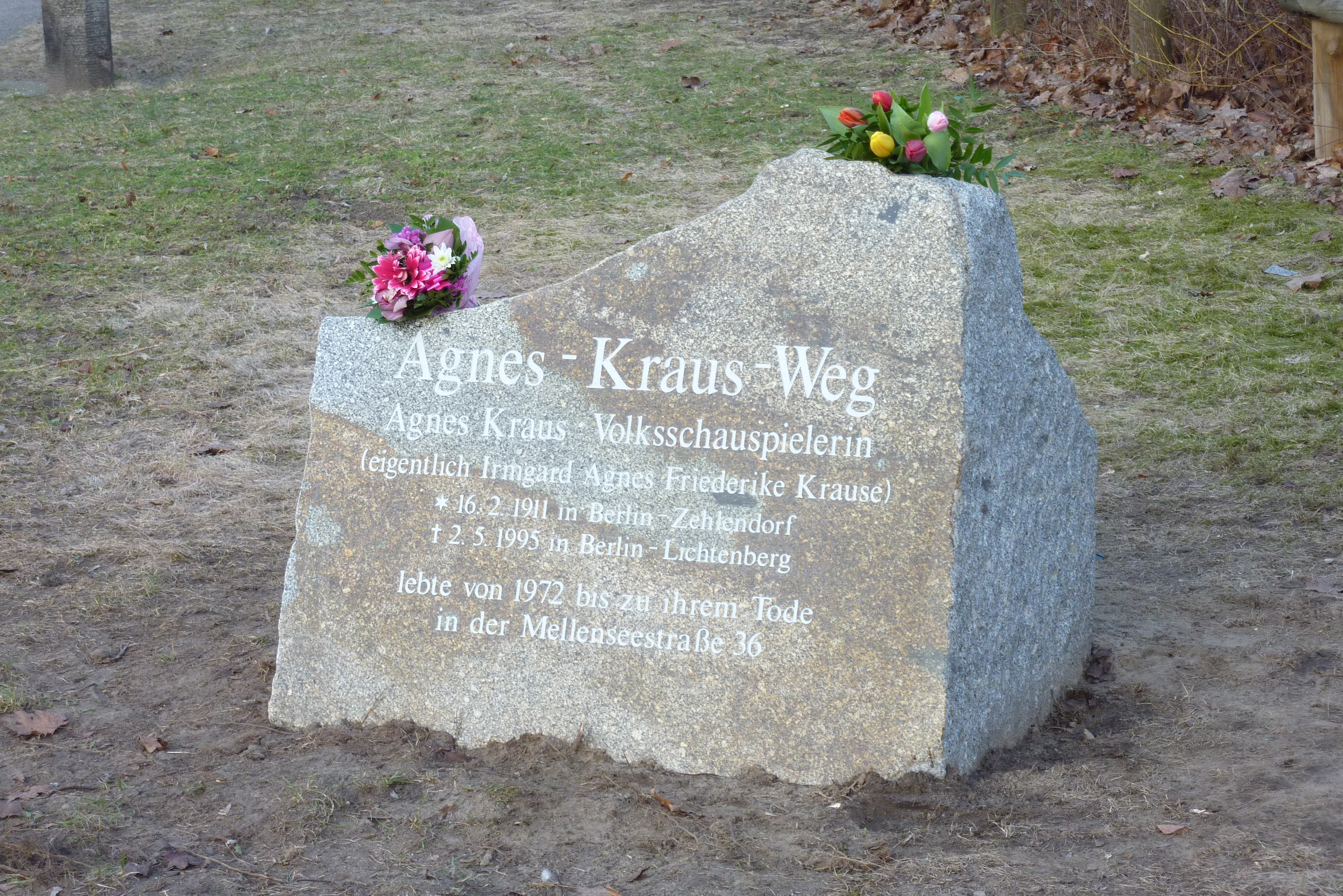
Gedenkstein
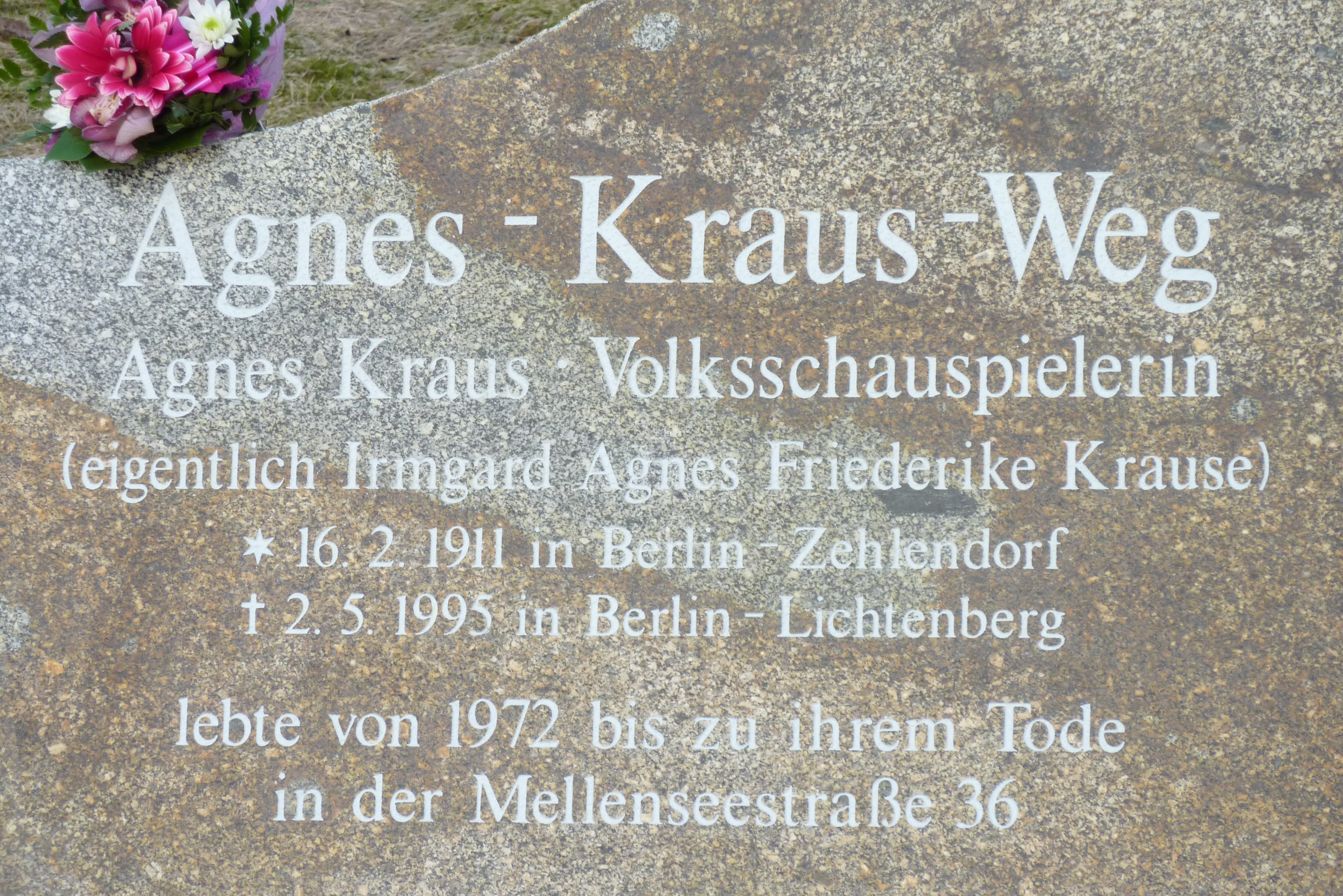
Steininschrift

Einen frühen Filmauftritt absolvierte Agnes Kraus, damals unter dem Namen Irmgard Krause, in den 1930er-Jahren: Für die UFA-Produktion Eskapade (1936) stand sie erstmals vor der Kamera. Der Zweite Weltkrieg beendete vorerst ihren Traum vom Film. In den 1950er-Jahren wurde die Künstlerin wieder im Babelsberger Atelier tätig und übernahm anfangs kleine Rollen in DEFA-Streifen. Ihre Filme und Rollen lesen sich von nun an auch wie ein Sammelsurium der DEFA-Geschichte: Slatan Dudows Frauenschicksale (1952), Martin Hellbergs Thomas Müntzer (1954), Kurt Maetzigs Vergeßt mir meine Traudel nicht, Konrad Wolfs Professor Mamlock (1961). Schließlich spielte sie 1963 in dem wichtigen Nachkriegsfilm Karbid und Sauerampfer. Weitere wichtige DEFA-Rollen waren die Ehefrau eines gemaßregelten Brigadiers in Konrad Wolfs Der geteilte Himmel (1964), eine alte Frau in Ralf Kirstens Barlach-Drama Der verlorene Engel. Dazu gesellten sich Kurzauftritte in Krimis (Pension Boulanka, Leichensache Zernik) über das Märchen Dornröschen bis zum Musical Hochzeitsnacht im Regen.
Erst Ende der 1960er-Jahre, als sie bereits 58 Jahre alt war, erlangte sie besonders große Popularität durch heitere Fernsehrollen in Dolles Familienalbum (Fernsehserie, 1969) oder Florentiner 73 (TV, 1972), bei denen sie die Tante Minna beziehungsweise die Mutter „Klucke“ verkörperte. Ihr großes komödiantisches Talent, das noch zaghaft mit Werner Bernhardts Mehrteiler Dolles Familienalbum anfing, blühte unter der Regie von Klaus Gendries in Florentiner 73 richtig auf. Nach dem großen Erfolg des Films entstand auf vielfachen Wunsch zwei Jahre später die Fortsetzung Neues aus der Florentiner 73. Mit ihrem trockenen Humor spielte Agnes Kraus wiederholt die liebenswerte Berliner Zimmerwirtin.
In den folgenden Jahren gestaltete sie in zahlreichen DDR-Fernsehfilmen in Hauptrollen solche Charaktere, die durch ihre sympathisch-resolute, schrullige Art, gepaart mit ihrem unnachahmlichen Tonfall der Darstellerin zum „Berliner Original mit Herz und Schnauze“ gerieten. In den Frauen, die sie spielte, die so schlitzohrig-sympathisch zurechtweisen konnten, steckte immer eine Menge an Lebensweisheit und Weichheit. Neben Winfried Glatzeder war sie 1972 in dem DEFA-Hit Der Mann, der nach der Oma kam zu sehen. Dreimal sorgte sie neben Rolf Herricht für Heiterkeit (Die Musterknaben, Hände hoch oder ich schieße, Der Baulöwe).
Als Gemeindeschwester „Agnes Feurig“ oder Tierarztwitwe „Alma“ spielte Agnes Kraus bis Mitte der 1980er Jahre in zahlreichen Komödien, Lustspielen und Schwänken.
In der populären Rolle der Schwester Agnes (1975) aus Krummbach (Oberlausitz) kümmerte sie sich, auf einer Schwalbe durchs Land fahrend, um die ärztliche Überlandbetreuung. Als Gemeindeschwester tritt sie mit der ihr eigenen Unerschrockenheit und auf unorthodoxe Weise für die gute Sache ein. Ebenfalls 1975 wurde der Film Eine Stunde Aufenthalt gedreht, in dem ein Stromausfall bei der Berliner S-Bahn für eine heiter-besinnliche Milieuzeichnung sorgt. Der Film entstand nach einer Erzählung der Berliner Autorin und Filmkritikerin Renate Holland-Moritz, die in der DDR für ihre Satiren und bissigen Kritiken berühmt war. In den Hauptrollen dieses Films agierten viele Publikumslieblinge wie Günter Naumann und Helga Hahnemann. 1976 spielt sie neben Erwin Geschonneck eine Charakterrolle in dem Film Ein altes Modell, einer heiter-besinnlichen Geschichte. Geschonneck spielt den Part des Bruno Nakonz, der an einem Morgen feststellen muss, dass ihm seine elektrische Kaffeemühle den Dienst verweigert. Er erhofft eine Sofortreparatur, was sich aber als schwierig herausstellt. Seiner Frau (Agnes Kraus) erzählt er über seine Erfahrungen mit der Reparatur nichts.
Auch im Hörfunk arbeitete sie viel und erfolgreich. Im Hörspiel bekam sie häufig große und auch tragische Rollen. Im Hörfunk-Porträt Also ick weeß nicht von Ulrich Griebel sind unter anderem Ausschnitte aus den Hörspielen Frieda und Woyzeck zu hören. Des Weiteren sind dort auch Interviews und Szenenausschnitte aus Bühnenstücken zu hören, in denen Agnes Kraus mitspielte, wie in der Oper Die Verurteilung des Lukullus von Bertolt Brecht und Paul Dessau sowie dem Brecht-Dramenfragment Der Brotladen.
Im Jahr 1986 zog sich die Künstlerin, die achtmal zum Fernsehliebling der „FF dabei“ gewählt wurde, aufgrund einer allergischen Erkrankung weitestgehend aus ihrem Beruf zurück. Ein letztes Mal gastierte sie 1993/1994 am Berliner Ensemble.

## Leben

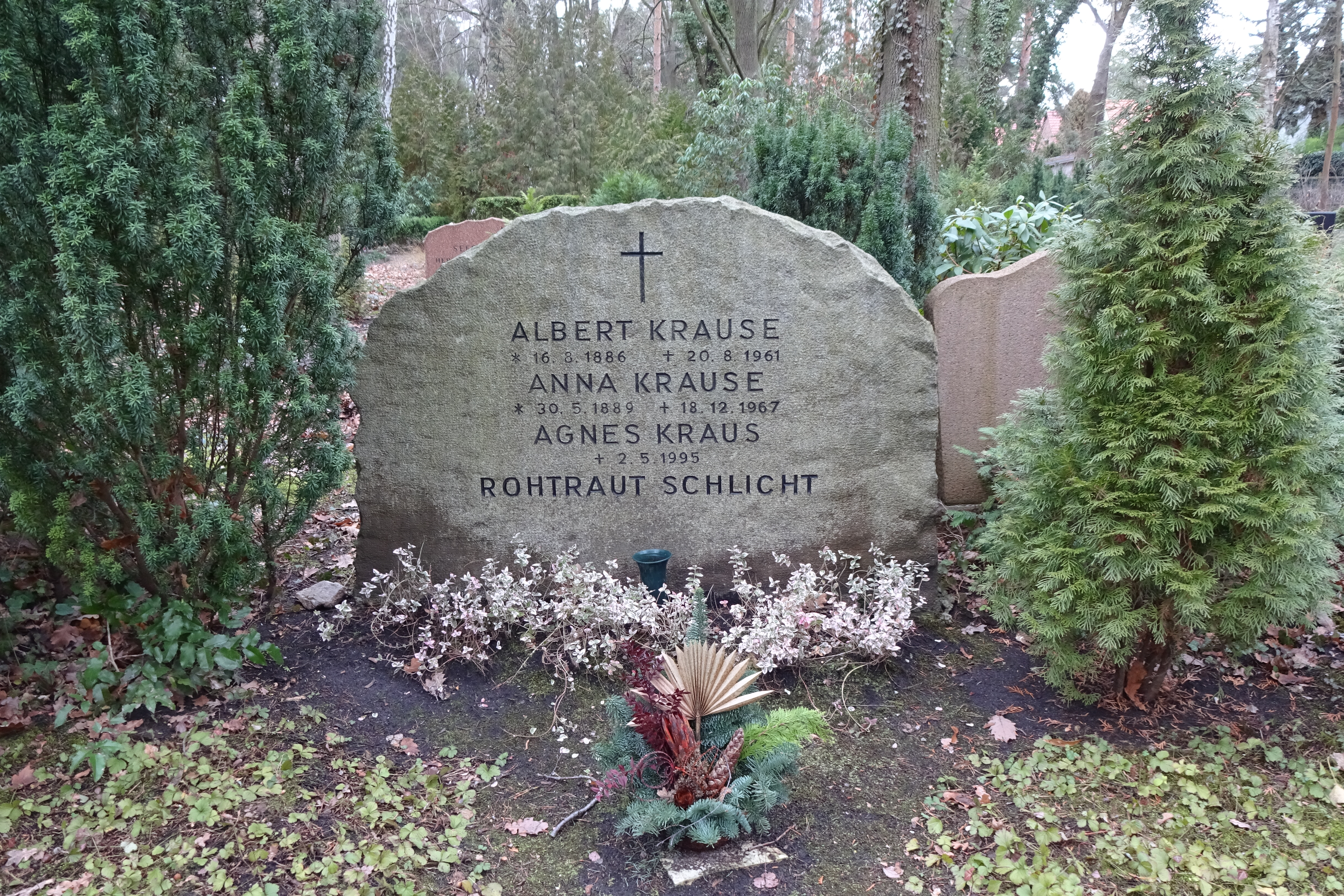
Familiengrab auf dem Waldfriedhof Kleinmachnow

Ihr Vater Albert Krause war Bankangestellter und ihre Mutter Anna Schulze hatte eine künstlerische Ader. Als Kind lernte Agnes Klavier. Nach eigener Aussage übte sie täglich zwei bis drei Stunden Klavier.
Ihre ältere Schwester Rohtraut Schlicht († 2004) war Chefrequisiteurin am Berliner Metropoltheater. Nach dem Tod der Eltern gab sie den Beruf auf und führte den gemeinsamen Haushalt.
Während ihrer frühen Theaterarbeit lernte sie Jürgen Fehling kennen. Mit ihm lebte sie einige Jahre zusammen. Danach kam sie ans Berliner Ensemble zu Brecht.
Agnes Kraus wohnte viele Jahre in Kleinmachnow. Hier wurde sie auf dem Waldfriedhof an der Seite ihrer Eltern und Schwester zur letzten Ruhe gebettet. Ihr Grab befindet sich in der Nähe von Karla Runkehl, mit der sie unter Regisseur Günter Stahnke 1965 „Der Frühling braucht Zeit“ gedreht hatte, der einer jener Filme war, die 1965 verboten wurden.
Mehr als zwei Jahrzehnte, von 1972 bis zu ihrem Tod 1995, wohnte sie anschließend zusammen mit ihrer Schwester in der Mellenseestraße in Berlin-Friedrichsfelde. Auf dem in der Nähe befindlichen Weg entlang des Kraatzgrabens, quer durch das Wohngebiet zwischen Sewan- und Erich-Kurz-Straße, ging sie häufig spazieren. Ihr zu Ehren wurde deshalb am 16. Februar 2011, ihrem 100. Geburtstag, ein Gedenkstein an der Einmündung des Kraatzgrabens/Tränkegrabens nahe der Sewanstraße 43 enthüllt.
Sie war sehr tierliebend. Aus ihrer Erbmasse erhielt der Tierpark Berlin über eine halbe Million Deutsche Mark.

## Rezeption
Die Gründe für die enorme Popularität von Agnes Kraus liegen in ihrem originellen Spiel. Bertolt Brecht schätzte Agnes Kraus hoch ein, da sie nach seiner Auffassung seinen Verfremdungseffekt von sich aus umsetzte, sodass er es nicht erklären musste. Prägnant für ihr Spiel war ihr besonderer Tonfall, den sie in tragische und komische Rollen einbrachte. Agnes Kraus Schauspiel wurde von Kritikern als einmalig wahrgenommen. Bezeichnend war ihre sympathische Direktheit, bei der sie stets achtungsvoll auftrat und deswegen auch als Grande Dame galt. Gleichzeitig wurde sie als Berliner Original mit Herz und Schnauze wahrgenommen und galt aufgrund ihres großen Erfolges als Volksschauspielerin.
Agnes Kraus wurde achtmal zum Fernsehliebling der FF dabei gewählt und fünfmal zum Fernsehliebling der DDR. Zu den bekanntesten Momenten ihrer Karriere als Filmschauspielerin zählen ihre Auftritte in Florentiner 73 und Schwester Agnes. Weiterhin war sie in zahlreichen bedeutenden und erfolgreichen Filmen der UFA und DEFA als Charakterschauspielerin in ernsten und komischen Rollen vertreten. Daneben war sie sehr erfolgreich als Theaterschauspielerin beim Berliner Ensemble und im Hörfunk.

## Auszeichnungen (Auswahl)
- Acht Mal: Fernsehliebling der FF dabei
- Nach Angabe der ARD erhielt Agnes Kraus insgesamt alle Preise der DDR, die man erhalten kann.[3]

## Filmografie (Auswahl)
- 1936: Eskapade
- 1952: Frauenschicksale
- 1953: Die Unbesiegbaren
- 1954: Pole Poppenspäler
- 1954: Kein Hüsung
- 1955: Ein Polterabend
- 1956: Thomas Müntzer – Ein Film deutscher Geschichte
- 1957: Vergeßt mir meine Traudel nicht
- 1958: Die Mutter (Theateraufzeichnung)
- 1958: Sonnensucher
- 1958: Emilia Galotti
- 1959: Musterknaben
- 1960: Fernsehpitaval: Der Fall Haarmann (Fernsehreihe)
- 1960: Kein Ärger mit Cleopatra
- 1961: Steinzeitballade
- 1961: Professor Mamlock
- 1961: Eine Handvoll Noten
- 1962: Josef und alle seine Brüder (Fernsehfilm)
- 1962: Freispruch mangels Beweises
- 1962: Komm mit nach Montevideo
- 1962: Revue um Mitternacht
- 1962: Das verhexte Fischerdorf
- 1962/1990: Monolog für einen Taxifahrer (Fernsehfilm)
- 1963: Karbid und Sauerampfer
- 1963: Wenn Du denkst der Mond geht unter (TV)
- 1963: Verliebt und vorbestraft
- 1963: Tote reden nicht (TV-Zweiteiler)
- 1964: Wenn Du denkst Du hast’n! (TV)
- 1964: Der geteilte Himmel
- 1964: Pension Boulanka
- 1964: Die Hochzeit von Länneken
- 1965: Engel im Fegefeuer
- 1965: Die kriminelle Hochzeitsnacht
- 1965: Chronik eines Mordes
- 1965: … nichts als Sünde
- 1965: Der Frühling braucht Zeit
- 1966/1971: Der verlorene Engel
- 1966: Die Tage der Commune (Theateraufzeichnung)
- 1966/2009: Hände hoch oder ich schieße
- 1967: Hochzeitsnacht im Regen
- 1967: Das Mädchen auf dem Brett
- 1967: Blaulicht – Nachtstreife (Fernsehserie)
- 1969: Dolles Familienalbum (Fernsehserie)
- 1969: Im Himmel ist doch Jahrmarkt
- 1969: Jungfer, Sie gefällt mir
- 1970: Hart am Wind
- 1970: Im Spannungsfeld
- 1971: Dornröschen
- 1971: Kennen Sie Urban?
- 1971: Husaren in Berlin
- 1972: Florentiner 73 (TV)
- 1972: Der Mann, der nach der Oma kam
- 1972: Unser täglich Bier (TV)
- 1972: Die lieben Mitmenschen (TV)
- 1972: Leichensache Zernik
- 1973: Stülpner-Legende (TV)
- 1973: Unterm Birnbaum
- 1974: Neues aus der Florentiner 73 (TV)
- 1974: Heiße Spuren (TV)
- 1975: Schwester Agnes (TV)
- 1975: Eine Stunde Aufenthalt (TV)
- 1976: Ein altes Modell (TV)
- 1977: Viechereien (TV)
- 1978: Oh, diese Tante (TV)
- 1979: Für Mord kein Beweis
- 1980: Der Baulöwe
- 1980: Alma schafft alle (TV)
- 1980: Aber Doktor (TV)
- 1981: Die Gäste der Mathilde Lautenschläger
- 1981: Martin XIII. (TV)
- 1982: Familie Rechlin (TV-Zweiteiler)
- 1982: Benno macht Geschichten (TV)
- 1983: Verzeihung, sehen Sie Fußball?
- 1984: Mensch, Oma! (TV, 4 Folgen)
- 1986: Neumanns Geschichten (TV)

## Theater
- 1956: John Millington Synge/Peter Hacks/Anna Elisabeth Wiede: Der Held der westlichen Welt (Witwe Quin) – Regie: Peter Palitzsch/Manfred Wekwerth (Berliner Ensemble)
- 1957: Bertolt Brecht: Der gute Mensch von Sezuan (Witwe Shin) – Regie: Benno Besson (Berliner Ensemble)
- 1959: Bertolt Brecht: Leben des Galilei – Regie: Erich Engel (Berliner Ensemble)
- 1960: Bertolt Brecht: Die Dreigroschenoper (Vixen) – Regie: Erich Engel (Berliner Ensemble)
- 1962: Bertolt Brecht: Die Tage der Commune (Frau der Rue Pigalle) – Regie: Joachim Tenschert/Manfred Wekwerth (Berliner Ensemble)
- 1966: Seán O’Casey: Purpurstaub (Cloyne) – Regie: Hans-Georg Simmgen (Berliner Ensemble)
- 1967: Bertolt Brecht: Der Brotladen – Brecht-Abend Nr. 4 (Niobe Queck) – Regie: Manfred Karge/Matthias Langhoff (Berliner Ensemble)
- 1967: Bertolt Brecht: Mann ist Mann (Frau des Galy Gay) – Regie: Uta Birnbaum (Berliner Ensemble)
- 1967: Bertolt Brecht: Aufstieg und Fall der Stadt Mahagonny (Begpick) – Regie: Manfred Karge/Matthias Langhoff (Berliner Ensemble)
- 1974: Bertolt Brecht: Die Mutter (Arme Frau) – Regie: Ruth Berghaus (Berliner Ensemble)

## Hörspiele
- 1958: Günther Rücker: Bericht Nummer 1 – Regie: Günther Rücker (Hörspiel – Rundfunk der DDR)
- 1962: Rolf Schneider: 25. November. New York (Mrs. Dearson) – Regie: Helmut Hellstorff (Hörspiel – Rundfunk der DDR)
- 1967: Hans Siebe: Spuren im Sand (Frau Kunstmann) – Regie: Joachim Staritz (Kriminalhörspiel – Rundfunk der DDR)
- 1968: Horst Girra: Brennpunkt Autowolf – Regie: Joachim Gürtner (Kriminalhörspiel aus der Reihe Spuren, Teil 6 – Rundfunk der DDR)
- 1969: Emmanuel Roblès/Philippe Derrez: Männerarbeit – Regie: Edgar Kaufmann (Hörspiel – Rundfunk der DDR)
- 1970: Klaus G. Zabel: Napoleon und die Zöllner (Tante) – Regie: Peter Groeger (Hörspiel – Rundfunk der DDR)
- 1971: Bertolt Brecht: Die Tage der Commune (Frau der Rue Pigalle/Delegierte) – Regie: Manfred Wekwerth/Joachim Tenschert (Hörspiel – Litera)
- 1973: Bertolt Brecht: Leben des Galilei – Regie: Fritz Göhler (Hörspiel – Rundfunk der DDR)
- 1974: Hans-Jürgen Bloch: Nicht nur tausendjährige Eichen (Olga) – Regie: Joachim Staritz (Hörspiel – Rundfunk der DDR)
- 1976: Martin Stephan: Ich will nicht leise sterben (Klara) – Regie: Joachim Staritz (Hörspiel – Rundfunk der DDR)
- 1976: Helmut Bez: Zwiesprache halten – Regie: Joachim Staritz (Hörspiel – Rundfunk der DDR)
- 1977: Peter Goslicki/Peter Troche: Glassplitter (Luzie) – Regie: Joachim Staritz (Hörspiel – Rundfunk der DDR)
- 1978: Brigitte Hähnel: Kassensturz (Martha) – Regie: Joachim Staritz (Hörspiel – Rundfunk der DDR)
- 1979: Joachim Goll: Der Hund von Rackerswill (Frau Questenberg) – Regie: Werner Grunow (Hörspiel – Rundfunk der DDR)
- 1980: Georg Büchner: Dantons Tod (Simons Weib) – Regie: Joachim Staritz (Hörspiel – Rundfunk der DDR)
- 1986: Georg Büchner: Woyzeck (Großmutter) – Regie: Joachim Staritz (Hörspiel – Rundfunk der DDR)

## Porträts über die Volksschauspielerin (Auswahl)
- 1983: Porträt per Telefon mit Heinz Florian Oertel – 160. Sendung am 7. Juni 1983
- 2006: Mensch Agnes! Die Schauspielerin Agnes Kraus (RBB)
- 2006: Spaßvögel … packen aus – Klaus Gendries über Agnes Kraus (MDR)
- 2009: Lebensläufe – Agnes Kraus – Volksschauspielerin (MDR)
- 2011: Hörfunk-Porträt „Also ick weeß nicht“ von Ulrich Griebel (MDR Figaro)
- 2016: Der Osten – Entdecke, wo du lebst – Ein Dorf für Schwester Agnes (MDR)
- 2020: Legenden – Ein Abend für Agnes Kraus (MDR)